# Grosvenor Museum

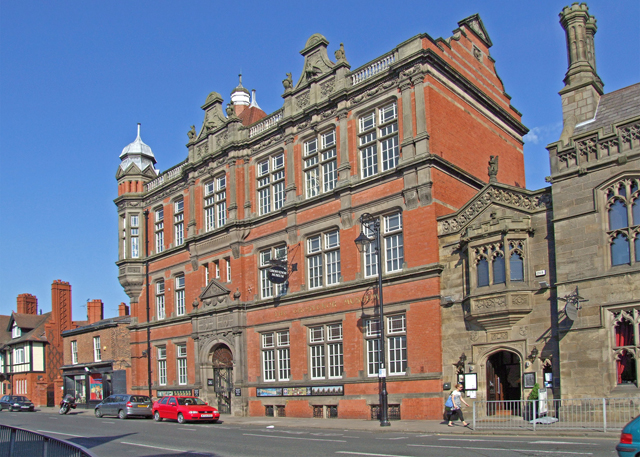

Het Grosvenor Museum is een museum in het Engelse Chester. Het museum werd geopend in 1886 en gerenoveerd tussen 1989 en 1999. De collectie omvat Romeinse grafstenen, schilderijen van Louise Rayner en vertelt over de stadsgeschiedenis van Chester.